# Cyphostemma cornus-africani
Cyphostemma cornus-africani là một loài thực vật hai lá mầm trong họ Nho. Loài này được Thulin miêu tả khoa học đầu tiên năm 1999.